# You and I (película)
You and I (Ты и я en ruso, transl. Ty i ya) es una película dramática rusoestadounidense de 2011 dirigida por Roland Joffé y adaptada de la novela t.A.T.u. Come Back sobre el grupo ruso: t.A.T.u..
El film está protagonizado por Mischa Barton, Shantel VanSanten, Yulia Volkova y Lena Katina y la trama se centra en una joven adolescente que se muda a Moscú desde una remota localidad rural después de conocer una amiga por internet.
El rodaje y la selección del reparto empezó en mayo de 2007 y la producción se estrenó al año siguiente en el Festival de Cannes. La película se estrenó el 31 de enero de 2012 en Estados Unidos.

## Argumento
Janie Sawyer (Shantel VanSanten) es una adolescente estadounidense que se ve obligada a vivir en Moscú por el trabajo de su padre. Mientras intenta escapar de su solitaria vida mediante la música e internet, empieza a interactuar con Lana Starkova (Mischa Barton), otra joven que quiere marcharse del pueblo en el que vive para escapar de su vida mundana. Las dos tienen cosas en común, entre ellas, el ser fanes de las t.A.T.u. por lo que Sawyer la convence de que vaya a Moscú.
Tras adaptar uno de los poemas de Lana en una canción y subirla a internet, esta llama la atención de un productor musical que pretende aprovecharse de las jóvenes, las cuales tienen la esperanza de conocer al grupo musical y ser famosas.
A medida que avanza la película, la relación entre ambas se hará cada vez más profunda.

## Reparto
- Mischa Barton[4] – Lana Starkova
- Shantel VanSanten – Janie Sawyer
- Alex Kaluzhsky[5] – Dima
- Charlie Creed-Miles – Ian
- Igor Desyatnikov – Ivan[6]
- Lena Katina – Sí misma
- Yulia Volkova – Sí misma
- Aleksandr Byelonogov – Max
- Anton Yelchin – Edvard Nikitin
- Helena Mattsson[5] – Kira
- Yekaterina Malikova – Marina

## Producción
En 2006, Yulia Volkova anunció en París ante la prensa la producción de una película relacionada con el grupo t.A.T.u. y que se estaba debatiendo sobre el argumento. El autor de la novela Aleksei Mitrofanov estuvo participando en la producción de la misma al igual que las cantantes Volkova y Katina, las cuales aparecen acreditadas como sí mismas mientras que la película estaría protagonizada por Barton y VanShanten. Antes del estreno, las t.A.T.u. declararon que You and I iba a ser "un escándalo" y que no iba a ser una película de "amor con rosas y claveles ni nada empalagoso, sino que se centraría en las verdaderas relaciones sentimentales con sus problemas".
Mitrofanov estuvo interesado en buscar a un director de renombre internacional, por lo que recurrieron a Roland Joffé, ganador de dos premios Óscar. La película se rodó en los estudios Mosfilm de Moscú, Yaroslavl y Los Ángeles.
El rodaje finalizó el 14 de agosto y editado poco después. En cuanto a Mischa Barton estuvo ausente en la premier de los festivales de Cannes y de Londres. En una entrevista concedida a BBC Radio 1, Joffé declaró que "nadie la obliga a conceder entrevistas, ella se encuentra aquí, pero no ha sido posible presentar la película juntos, simplemente no sabemos dónde está".
En junio de 2009, Barton comentó estar decepcionada con el proyecto y apuntó: "hice una película sobre t.A.T.u., y fue interesante, pero el resto de la película sobre la corrupción en la industria musical rusa que formaron un grupo "lésbico-teatral era eso, simplemente una falsedad".

## Recepción

### Lanzamiento
La proyección de la película tuvo lugar en la 61.ª edición del Festival de Cannes en mayo de 2008. El 25 de enero de 2011 se estrenó en los cines de Moscú. Mischa Barton decidió posar junto a las t.A.T.u. para promocionar la película, en cambio, VanSanten no participó en la promo alegando tener una agenda apretada.
El 31 de enero de 2012, el film fue publicado directamente en DVD en el mercado estadounidense y en junio del mismo año en Australia y Nueva Zelanda. Según la MPAA, la producción fue calificada como R (para mayores de 17 años) debido a las escenas de drogas, imágenes explícitas, contenido sexual y lenguaje soez. Por otro lado, la OFLC de Nueva Zelanda la calificó con el símbolo de MA15 (para mayores de 15 años) por las mismas razones.

### Críticas
El film no fue proyectado para los críticos en línea, sin embargo las críticas fueron dispares por parte de estos. La website Rotten Tomatoes al tener solo una crítica, no alcanza para valorar positivamente o negativamente la película. Josh Bell de Filmcritic.com comentó que encontró la película "fascinante" y la calificó como una cápsula del tiempo sobre la cultura pop perdida después de cinco años. Desde DvdVerdict declararon que "You and I tiene sus momentos picantes y escandalosos, pero el final es tan provocador como una revista en una residencia de ancianos. Ya se imagina uno a un anciano entreteniéndose" y concluyó la reseña alegando que "la estupidez de la cultura pop se vistió de relevancia romántica".
En World-L hicieron una crítica más detallada, aunque también dispar. Alabó el trabajo de las actrices, sin embargo hizo una reseña negativa hacía el guion al que califica de "forzado".